# Pijl (symbool)
Een pijl is een symbool dat gebaseerd is op de pijl die als wapen wordt gebruikt, maar volgens sommigen ook op het fallussymbool dat Romeinen gebruikten om de weg naar hoerenbuurten en bordelen aan te geven. Het duidt meestal een richting of traject aan, maar het symbool kan ook een aanwijzing of tip zijn of daar de aandacht op vestigen. Ook kan het terugverwijzen naar de oude betekenis als wapen.

## Vormgeving

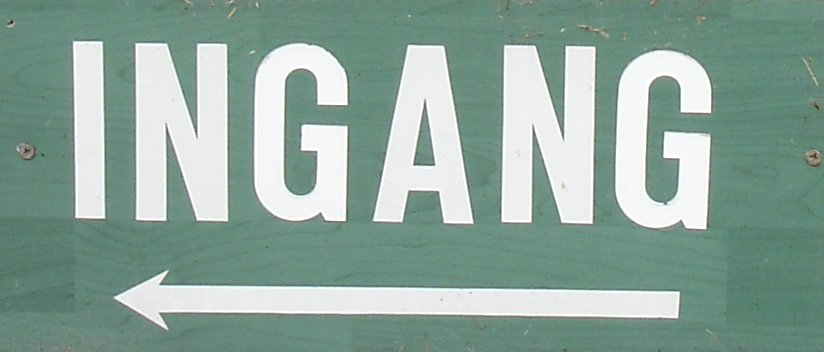
Deze pijl heeft een tamelijk oorspronkelijke vorm: een lange schacht en een dunne punt. Daardoor is van een afstand slecht te zien in welke richting de pijl wijst.

De oorspronkelijke pijl, zoals uit een boog wordt afgeschoten, bestaat uit een rechte schacht, soms met weerhaken aan de punt en vaak stabilisatievinnen aan de achterkant. Een aanwijspijl is gewoonlijk als een abstract symbool weergegeven, de stabilisatievinnen ontbreken meestal, de weerhaken zijn overdreven groot, soms groter dan de schacht (wat de duidelijkheid ten goede komt) en soms ontbreekt de schacht geheel zodat de pijl alleen bestaat uit een V of een driehoek. Kromme en gehoekte pijlen (die als wapen onbruikbaar zijn) geven een draaiing, wijziging of verandering aan. Voor herhaling, vernieuwing of voortgaande processen worden rondgaande varianten van de pijl gebruikt. Bij toepassing in het verkeer en in teksten blijkt de richting van de pijl een factor van belang te zijn, los van de betekenis.

## Toepassingen
Toepassingen van pijlen zijn legio, zowel functioneel als psychologisch. Functioneel is bijvoorbeeld het gebruik op een toetsenbord van een computer. Daar staan pijltjes om de cursor te bedienen, omhoog, links, rechts en omlaag. In allerlei vakgebieden zijn standaarden ontwikkeld voor het gebruik van pijlen, soms als onderdeel van een beeldtaal. Zo zijn in de (bio)chemie standaardpijlen ontwikkeld voor allerlei reactietypen, zie deze beeldverzameling.
Psychologisch wordt de pijl gebruikt om snelheid, beweging, dynamiek of doelgerichtheid te suggereren. Veel transportbedrijven en andere ondernemingen verwerken dan ook pijlen in hun bedrijfslogo's.

## Wegwijzers
Bij wegwijzers, voor het verkeer, in een openbaar gebouw of elders, geeft een pijl de richting aan waarin men dient te gaan.
Rechtdoor wordt vaak aangeduid met een pijl naar boven, maar ook wel met een pijl naar beneden. Een looproute rechtdoor naast een trap naar boven kan bijvoorbeeld aangeduid worden met een pijl naar beneden, om verwarring met de trap opgaan te voorkomen.  Een looproute rechtdoor naast een trap naar beneden kan evenzo aangeduid worden met een pijl naar boven, om verwarring met de trap afgaan te voorkomen. Boven een uitgang wordt ook wel een pijl naar beneden geplaatst.
Een pijl naar rechtsboven duidt in het verkeer op een flauwe bocht naar rechts.
Elders kan de betekenis zijn dat men rechts de trap op moet gaan.

## Wiskunde
In de wiskunde kan een pijl meerdere betekenissen hebben.
Zo kan een pijl een vector aanduiden, en ook worden de term en het pijlsymbool wel gebruikt voor gerichte grafen. Verder wordt het symbool onder andere in de algebra en verzamelingenleer gebruikt.
{\displaystyle a\rightarrow b} betekent: „{\displaystyle a} convergeert naar {\displaystyle b}“, „uit {\displaystyle a} volgt {\displaystyle b}“, „{\displaystyle a} vervangen door {\displaystyle b}“, „{\displaystyle a} wordt toegevoegd aan {\displaystyle b}“
{\displaystyle a\Leftrightarrow b} betekent: „{\displaystyle a} is equivalent aan {\displaystyle b}“
Een pijl wordt ook voor functies gebruikt:
{\displaystyle x\mapsto x^{2}-5}
betekent hetzelfde als:
{\displaystyle f(x)=x^{2}-5}

## Tekst
In Arabische en Hebreeuwse teksten, en ook in Dzongkha en Tibetaans schrift, die van rechts naar links geschreven worden, zal de rechtswijzende pijl van het toetsenbord opgevat worden als 'terug', tegengesteld aan de Europese betekenis. Bij het verwerken van bijvoorbeeld een Arabisch citaat in Europese tekst geeft dit dilemma's. Een tekstverwerker als OpenOffice laat daarom de gebruiker kiezen of de linkerpijl de cursor altijd terugbrengt naar het begin van de tekst, (logisch), dan wel de op de toets aangegeven richting blijft volgen (visueel).

## Alt tekens
De pijl is op een toetsenbord typebaar met Alt 26 t/m 29 (→, ←, ↔).

## Verkeer

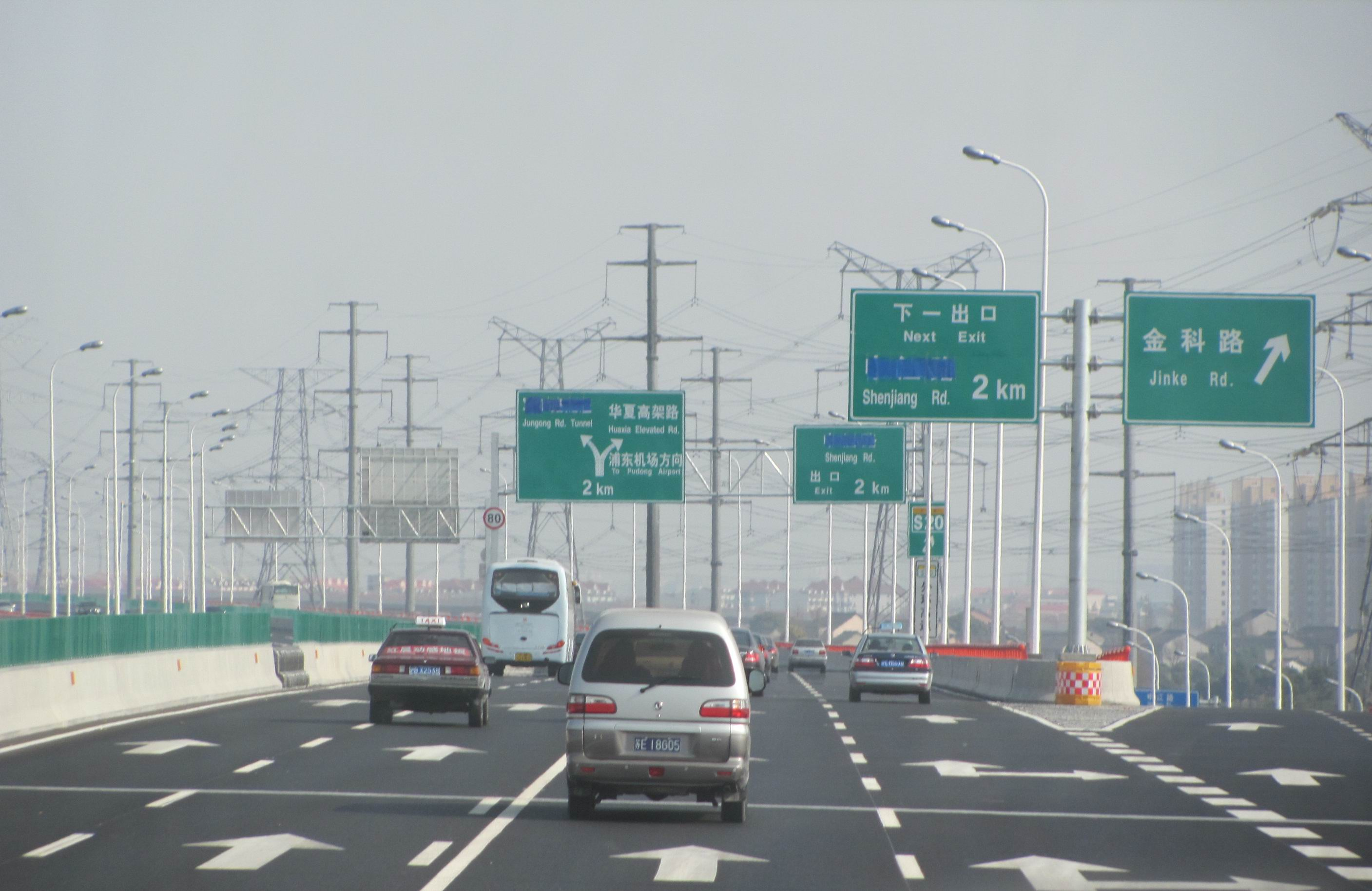
Pijlen op het wegdek lijken kort door de vlakke kijkhoek

Ongunstig: naar beneden wijzende pijl met omhoog wijzende afslaande pijl

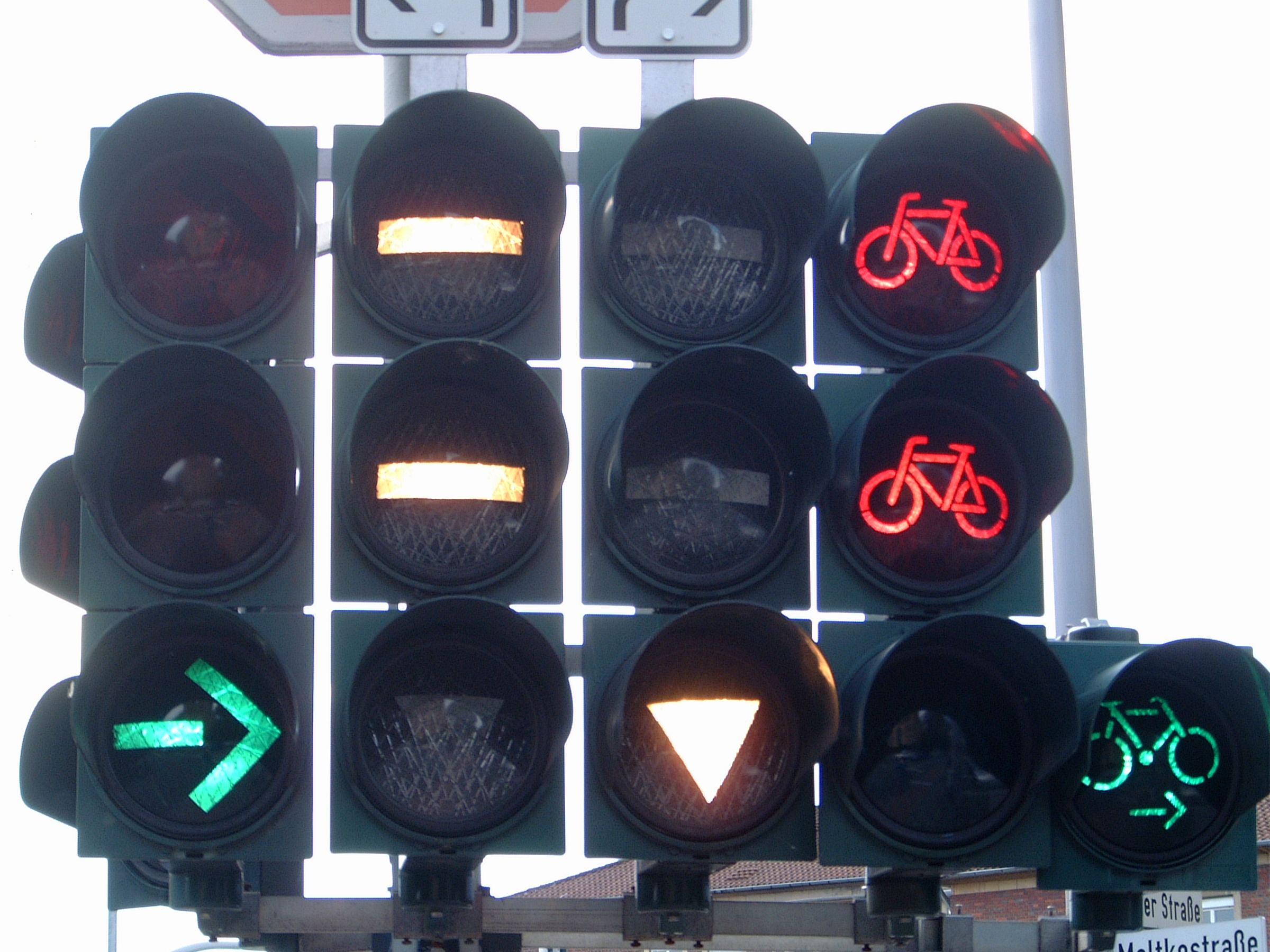
Geen conflicterend verkeer bij groene pijl: fietsers die rechtdoor willen, krijgen dus rood.

Pijlen worden geschilderd op het wegdek om aan te geven hoe men moet voorsorteren, of ze wijzen de bestuurder op het einde van een strook. De pijlen worden dan onder een schuine hoek geschilderd en worden vervormd zoals een anamorfose.
Op verkeersborden komen pijlen onder andere voor om eenrichtingsverkeer aan te geven, of om aan te geven dat tegemoetkomend verkeer al of niet voorrang heeft. Op onderborden worden ook pijlen gebruikt, bijvoorbeeld bij een parkeerverbod. In Nederland werden de rijstroken op bewegwijzering boven snelwegen traditioneel met een naar beneden wijzende pijl aangegeven. Tussen 2008 en 2023 worden de Nederlandse borden vervangen, omdat onderzoek uitwees dat een naar boven wijzende pijl de doorstroming bevordert. In Duitsland en Zwitserland is een dergelijke aanpassing eerder doorgevoerd. Een gesplitste pijl (voor een splitsing van rijstroken) wordt goed begrepen als hij naar boven wijst, maar niet als hij naar beneden wijst. De pijl omhoog sluit ook beter aan bij het pijlgebruik in navigatiesystemen, en bij een proef tussen Duiven en Knooppunt Velperbroek bleek de snelheid van de verkeersstroom soms tien kilometer per uur hoger te liggen dan bij de oude borden, en bestuurders voelden zich beter geïnformeerd. Bij deze proef waren overigens behalve de pijlen ook andere elementen van de borden gewijzigd. De meeste nieuwe borden worden bij regulier onderhoud geplaatst, maar op twintig knooppunten, waaronder Holendrecht, Prins Clausplein, Kleinpolderplein, Valburg, Grijsoord, Gorinchem, Azelo wordt het maatschappelijk belang zo groot geacht dat de borden met spoed vervangen worden.
Op een verkeerslicht geeft een pijl aan dat conflicterend verkeer rood licht heeft. Als bijvoorbeeld rechtdoorgaand fietsverkeer tegelijk oprijdt met rechsafslaand autoverkeer, dan zal het licht boven de rechter voorsorteerstrook geen pijl tonen, maar het volle, ronde licht.

## Encyclopedie

Geldcirculatie

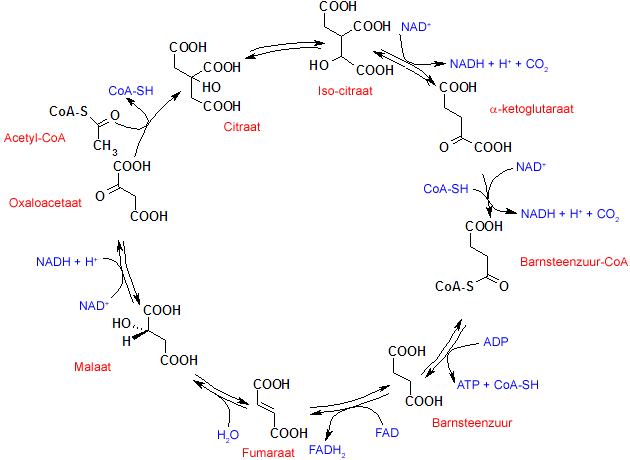
Citroenzuurcyclus

In een encyclopedie betekent een pijltje voor een woord meestal "zie ook". Op het internet is zo'n pijl meestal vervangen door een hyperlink.

## Schema's
Allerlei schema's die processen moeten weergeven, gebruiken pijlen. Bekend zijn de stroomdiagrammen die die een gestandaardiseerde beeldtaal gebruiken, maar er zijn vele andere conventies, en veel schema's worden ad hoc gemaakt.